# Arca zebra
Arca zebra (nomeada, em inglêsː Atlantic turkey wing, Turkey wing ark clam ou apenas Turkey wing; na tradução para o portuguêsː "asa de peru") é uma espécie de molusco Bivalvia marinho litorâneo da família Arcidae e gênero Arca, classificada por William John Swainson em 1833. Habita costas do oeste do oceano Atlântico, em recifes da zona entremarés até os 140 metros de profundidade, com animais aderidos sob pedras e corais por um bisso, podendo ser epibiontes. É usada para a alimentação humana, na Venezuela, onde é colhida para o comércio, sendo uma das pescas de maior importância na região oriental deste país.

## Descrição da concha
Arca zebra possui concha subretangular e alongada, com 9 centímetros de comprimento, quando bem desenvolvida. Suas valvas são creme ou branco com um padrão castanho de faixas em zigue-zague (daí vinda a denominação zebra, da espécie), com umbos bem separados; possuindo superfície esculturada com cerca de 20 a 30 costelas radiais (Rios cita entre 24 a 26). Interior das valvas esbranquiçado, tornando-se marrom nas margens.  Devido a este padrão distinto, é comum ela estar camuflada em seu habitat.

</gallery>

## Distribuição geográfica
Esta espécie está distribuída da Carolina do Norte, Flórida e Texas, nos Estados Unidos, até Bermudas, Mar do Caribe, costa norte da América do Sul e do Amapá, na região norte do Brasil, até a Bahia, na região nordeste do Brasil. Também foi encontrada como uma espécie invasora na costa da Espanha e no mar da Arábia.

A espécie A. zebra tem como habitat as águas tropicais da região leste das Américas, da Carolina do Norte, Estados Unidos, até a região nordeste do Brasil, na Bahia (em vermelho).